# Ian Malcolm
Ian Malcolm è un personaggio immaginario del franchise di Jurassic Park.
Presente nei romanzi Jurassic Park e Il mondo perduto (di cui ricopre il ruolo di protagonista) di Michael Crichton, è un bizzarro matematico e docente universitario specializzato nello studio della teoria del caos e si riferisce a sé stesso come un "caosologo". Negli adattamenti cinematografici di Steven Spielberg, il personaggio è interpretato dall'attore statunitense Jeff Goldblum e compare nel primo, nel secondo, nel quinto e nel sesto film.

## Biografia del personaggio

### Jurassic Park
Ian Malcolm è un matematico dell'Università del Texas a Austin, specializzato nello studio della teoria del caos. Nell'agosto del 1989, viene contattato dal miliardario John Hammond, il quale gli propone un weekend a Isla Nublar, una piccola isola al largo della Costa Rica, nella speranza che approvi il progetto scientifico che sta portando avanti da diversi anni. Malcolm scopre con stupore che John Hammond ha creato sull'isola un parco in cui sono stati riportati in vita svariate specie di dinosauri tramite la clonazione. Il parco, chiamato Jurassic Park, è prossimo all'apertura al pubblico di tutto il mondo. Nonostante sia meravigliato dall'operato di Hammond, Malcolm teme che la complessità di tale realizzazione scientifica possa sfuggire di mano alla InGen, a scapito della sicurezza dei turisti. Hammond, tuttavia, decide di non ascoltare le parole di Malcolm.
Quando Dennis Nedry, l'ingegnere informatico che ha realizzato la rete di computer che gestisce la sicurezza del parco, viene corrotto da un'azienda rivale, sull'isola si scatena il finimondo; manomettendo l'intero sistema per rubare gli embrioni congelati di tutte e quindici le specie Nedry dà il via ad una successione di eventi che metteranno in pericolo le poche persone presenti sull'isola. I dinosauri infatti evadono dai recinti, e Malcolm viene attaccato da un T-Rex e si ferisce ad una gamba. La ferita si farà sempre più seria e Malcolm, alla fine del romanzo, viene persino dato per morto.

### Il mondo perduto
Dopo l'incidente nel parco, Malcolm (sopravvissuto alla ferita causata dal T-Rex nel primo libro) ha subito diversi interventi chirurgici per guarire alla gamba. In questo periodo ha conosciuto Sarah Harding, iniziando con lei una relazione. I due erano in procinto di sposarsi, ma poi si divisero per questioni di lavoro, rimanendo comunque amici.  Sei anni dopo il disastro su Isla Nublar, Malcolm riceve la visita dell'egocentrico paleontologo Richard Levine che chiede l'aiuto di Malcolm per indagare su misteriosi ritrovamenti di carcasse di rettili. Malcolm, tuttavia, decide di non aiutare Levine nelle sue indagini.
Quando, però, quest'ultimo scompare misteriosamente, Malcolm decide di mettersi sulle sue tracce e si reca a Isla Sorna, che si scoprirà essere il luogo dove la InGen creava i dinosauri prima di esporli nel parco su Isla Nublar. Il team di Malcolm, al quale si aggiunge infine anche la sua fidanzata Sarah, si ritrova a dover fronteggiare un team rivale finanziato dalla Biosyn, società rivale della InGen, che intende rubare le uova di alcune specie con l'intenzione di sfruttare i dinosauri per esperimenti scientifici.
Dopo aver trovato Levine e affrontato alcuni dinosauri tra cui i T-Rex e i Velociraptor, Malcolm e i restanti superstiti riescono a fuggire dall'isola con una barca. In questo frangente, il bizzarro matematico scopre che i dinosauri su Isla Sorna saranno destinati ad estinguersi a causa di un'infezione di prioni.

## Caratterizzazione
La prima descrizione del personaggio avviene nel capitolo "Malcolm" (seconda iterazione):
Durante la sua prima apparizione, Malcolm viene descritto come uno dei più famosi matematici della sua generazione. Mostra un grandissimo interesse per «i meccanismi del mondo reale», è appassionato di computer (cosa che i matematici tradizionali non vedevano di buon occhio), di equazioni non lineari e della teoria del caos. Viene spesso paragonato, sia nel libro che nel film, ad una rock star. Mentre Alan Grant non dimostra alcun piacere a visitare l'isola di Hammond, Malcolm, invece, trova divertente l'idea della gita. Veste sempre di nero e di grigio, colori che secondo lui si adattano a tutte le occasioni e non fanno a pugni tra di loro. Malcolm utilizza esclusivamente questi due colori perché ritiene che la sua vita sia troppo preziosa per sprecarla pensando ai vestiti. Ha un debole per la dottoressa Ellie Sattler dal primo momento in cui la vede. Malcom è il primo a criticare John Hammond sia nel libro sia nel film, predicendo accuratamente l'instabilità della creazione di questo.

## Accoglienza
L'interpretazione di Goldblum nei panni di Ian Malcolm è stata lodata dai fan e dalla critica. Malcolm è il personaggio più popolare del franchise, ed è uno dei ruoli più famosi di Goldblum. Goldblum è stato nominato ai Saturn Award come miglior attore non protagonista per la sua interpretazione in Jurassic Park (1993) al fianco di Wayne Knight nel ruolo di Dennis Nedry, ma entrambi hanno perso contro Lance Henriksen per il film Senza tregua (1993). Goldblum venne anche nominato per il Blockbuster Entertainment Award come attore preferito per il suo ruolo in Il mondo perduto - Jurassic Park (1997).
L'eccessivo marketing e la poca presenza del personaggio in Jurassic World - Il regno distrutto (2018) ha generato molte critiche da parte dei fan del franchise, ritenendo che il marketing del film si basasse troppo pesantemente sul ritorno di Goldblum nei panni di Ian Malcolm, per poi farlo apparire solo in due brevi scene all'inizio e alla fine del film. Timothy Donohoo di Comic Book Resources ha criticato la caratterizzazione di Malcolm in Jurassic World - Il dominio (2022), definendo il film la sua peggior apparizione nella serie. Donohoo ha scritto che mentre i primi due film dipingono Malcolm come "una voce cinica della ragione", in Il dominio "lo riduce a una fonte per una commedia insulsa", suggerendo che Goldblum stesse essenzialmente interpretando se stesso.

## Altri media

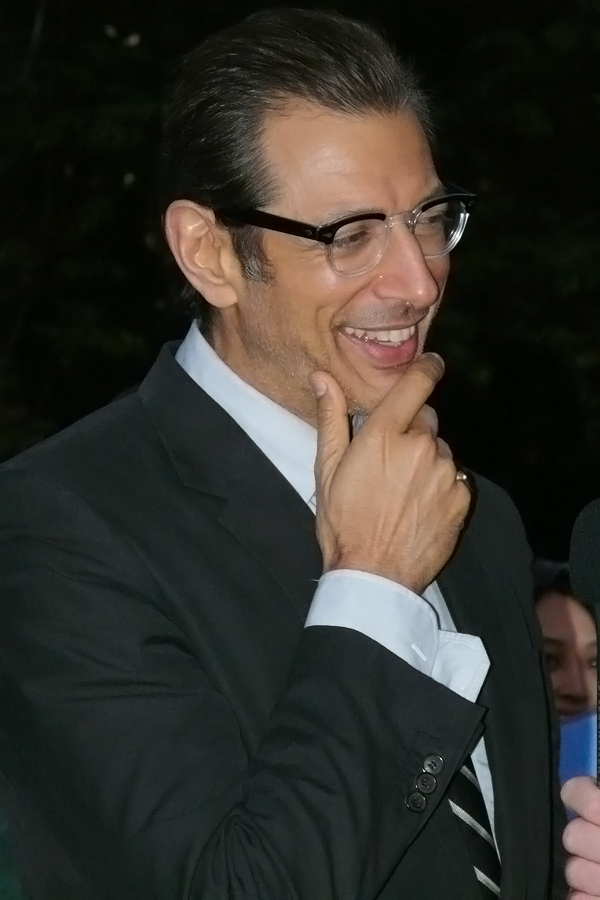
Jeff Goldblum, interprete di Ian Malcolm nelle trasposizioni cinematografiche

Nella serie di film su Jurassic Park, Ian Malcolm è interpretato da Jeff Goldblum con la voce italiana di Roberto Chevalier (nel primo film), di Sandro Acerbo (secondo film) e di Fabrizio Pucci (quinto film). Per il ruolo venne considerato Jim Carrey, il quale rifiutò la parte. Jurassic Park (1993) di Steven Spielberg traspone sul grande schermo le vicende del primo libro di Michael Crichton. Il personaggio di Ian Malcolm subisce pochissime modifiche nel film rispetto al romanzo: nel film, ad'esempio, tenta di salvare Grant e i bambini Tim e Lex distraendo il T-Rex, mentre nel libro fugge dal dinosauro senza curarsi dei suoi compagni. Malcolm nel film ha molto in comune con Seth Brundle, interpretato sempre da Goldblum nel film La mosca (1986), come l'abitudine di vestire sempre con completi uguali. Nel romanzo, John Hammond odia profondamente Malcolm e non concorda le sue teorie. Nei film, invece, ammette di odiarlo (sia perché non approva il parco, ma soprattutto perché il matematico si prende gioco di lui), ma successivamente capisce che Malcolm aveva ragione e ammette le sue colpe. In un'intervista del 2018, Goldblum rivelò che, durante i lavori preparatori del film, il ruolo di Malcolm rischiò di essere “assorbito” in quello di Alan Grant, divenendo un personaggio unico con alcune caratteristiche sia del paleontologo che del matematico.
Il mondo perduto - Jurassic Park (1997), diretto sempre da Spielberg, traspone sul grande schermo le vicende del secondo libro di Crichton. Le vicende che coinvolgono Malcom nel film sono simili a quelle narrate nel romanzo, ma con alcune differenze. Rispetto al romanzo, Malcolm ha una figlia di nome Kelly, si reca su Isla Sorna per salvare la sua fidanzata Sarah (e non Levine che nel film di Spielberg non esiste), ha tentato, inutilmente, di svelare al mondo l'incidente di Isla Nublar e l'esistenza dei dinosauri, perdendo così la cattedra universitaria, e nel finale, rispetto al romanzo, tenta di impedire al T-Rex di distruggere San Diego e di riportare il dinosauro e il suo cucciolo ad Isla Sorna.
In Jurassic Park III (2001) di Joe Johnston, Malcolm non compare, ma viene solo menzionato da Alan Grant e da Eric Kirby. In origine, in questo terzo film sarebbe dovuto esserci anche Goldblum nei panni di Ian Malcolm, ma pochi giorni prima delle riprese l'attore si ruppe una gamba.
In Jurassic World (2015) è presente un riferimento al personaggio di Malcolm: in due scene del film viene inquadrato un libro scritto da lui intitolato God creates dinosaurs ("Dio crea i dinosauri"), prima nelle mani di Zara (Katie McGrath) sul giro monorotaia per il parco e poi sulla scrivania di Lowery (Jake Johnson) nella sala di controllo.
Il personaggio, interpretato ancora una volta da Goldblum, ricompare nel sequel di Jurassic World in uscita nel 2018, intitolato Jurassic World - Il regno distrutto. Tre anni dopo la rovina di Jurassic World, Malcolm, visibilmente invecchiato, convince il Senato degli Stati Uniti a respingere il progetto di salvare i dinosauri, in pericolo a causa dell'imminente eruzione del vulcano di Isla Nublar. Malcolm, infatti, sostiene che essi hanno ormai compiuto il loro ciclo naturale e la loro esistenza è frutto dell'interferenza umana e la loro estinzione rappresenta il bilanciamento compiuto dalla natura. Nel finale, dopo il salvataggio dei dinosauri dall'isola, la morte dell'Indoraptor e la diffusione continentale dei mastodontici rettili evasi dalla Villa di Lockwood grazie a Maisie, il matematico afferma solennemente in Senato che, come aveva previsto, la potenza genetica dei preistorici animali è stata liberata e che il mondo ormai è cambiato per sempre: gli umani dovranno ora adattarsi a condividere il pianeta con loro, altrimenti saranno loro a essere estinti dai dinosauri.